# MIP-Robotics
MIP Robotics était un fabricant français de cobot basé à Paris, créé en 2015. La société comptait une quarantaine de partenaires principalement installés en France dans les domaines de l'industrie et de l'éducation.
La société est placée en liquidation judiciaire en avril 2022 et ferme définitivement en mai de la même année.

## Histoire
MIP-Robotics fut fondée en 2015 par un ingénieur Arts et Métiers, Franck Loriot († 2017), et Gonzague Gridel,. À la suite de la fermeture de son usine, et de l'invention d'un réducteur compact avec un rendement de 80%, Franck Loriot lance son premier prototype.
L'entreprise est d'abord incubée aux Arts et Métiers à Paris, puis transférée porte de Bagnolet. En 2018, l'entreprise s'installe porte d'Aubervilliers.[réf. nécessaire]
En mai 2022, la société est liquidée et ferme ses portes.

## Produits
MIP conçoit et produit Junior 300, un robot quatre axes (dit Scara) dont il présente l'utilisation simplifiée à l'extrême. Produit industriel d'entrée de gamme pesant 14 kg avec une capacité de levage jusqu'à 5 kg, il a une zone de travail de 600 mm de diamètre et travaille avec une répétabilité de ±0,2 mm. Ces robots collaboratifs (cobots) peuvent travailler à proximité d'employés sans protection additionnelle sous condition d'une analyse de risque imposée par la directive machine 2006/42/CE. Ils sont programmables selon les règles du RPA, c'est-à-dire par apprentissage.
Le Junior 300 se voit décerner les prix suivants :
- EDF pulse[6].
- Innov'up[7].